# Colonia Hugues
Colonia Hugues est une localité rurale argentine située dans le département de Colón et dans la province d'Entre Ríos. 
Elle a été fondée par Luis Hugues.
La ville n'a pas de Conseil de gouvernement, bien qu'une partie de sa population ait travaillé pour en créer un. 
Dans le lieu se trouve une exposition d'antiquités promue dans le cadre du circuit touristique de Colón. Dans la zone se trouvait un phalanstère, une communauté utopique dédiée au troc, où l'on produisait de la grappa jusqu'à ce qu'elle soit interdite en 1930. 